# Casandria
Casandria é um gênero de traça pertencente à família Arctiidae.